# Laguna de Uña
Laguna de Uña är en reservoar i Spanien.   Den ligger i provinsen Provincia de Cuenca och regionen Kastilien-La Mancha, i den centrala delen av landet, 150 km öster om huvudstaden Madrid. Laguna de Uña ligger 1 131 meter över havet.
Följande samhällen ligger vid Laguna de Uña:
- Uña (138 invånare)